# Wan Chai
Wan Chai (traditionell kinesiska: 灣仔區) är ett av Hongkongs 18 administrativa distrikt. Distriktet är en del av huvudområdet Hongkongön.
Distriktet kännetecknas av moderna kontorsbyggnader, hotell och konferensanläggningar men det finns även ett större tal bostäder. Distriktet är anslutet till Hongkongs tunnelbana genom Island Line som här har två stationer. Dessutom finns en spårvagnslinje från öst till väst, ungefär längs den före detta kustlinjen. Med jämna mellanrum går färjor från Wan Chai till Yau Tsim Mong.
Wan Chai har 167 146 invånare på en yta av 10 km². 